# Musculi gemelli
De musculi gemelli of tweelingspieren zijn een tweetal spieren in de heup: 
- Musculus gemellus superior
- Musculus gemellus inferior